# Pestalotia pezizoides
Pestalotia pezizoides är en svampart som beskrevs av De Not. 1841. Pestalotia pezizoides ingår i släktet Pestalotia och familjen Amphisphaeriaceae.   Inga underarter finns listade i Catalogue of Life.